# Gervasio Videla Dorna
Gervasio Videla Dorna fue un jurisconsulto, político y hacendado argentino, con activa participación en la revolución de 1880 y en la actividad bancaria de su país.

## Biografía
Si bien su familia era argentina y en ese país vivió y desarrolló su carrera, Gervasio Videla Dorna Muñóz Cabrera nació en Brasil en 1846, hijo de Pascual Félix Videla Dorna y de Josefa Muñoz Cabrera.
Acompañó a su familia en su regreso a Buenos Aires. Se recibió en 1867 de agrimensor y tres años más tarde en la Universidad de Buenos Aires obtuvo el título de doctor en jurisprudencia con una tesis sobre Libertad de Bancos, la que fue considerada una de las más completas y de gran valor doctrinario.
Intervino luego en política y fue convencional para la reforma de la Constitución de la provincia de Buenos Aires.
Viajó a Londres recibiendo allí su nombramiento como secretario de la Legación en Washington, desempeñando también la representación diplomática hasta 1878, cuando regresó a Buenos Aires dedicándose a las actividades rurales en sus tierras, tareas que alternó con la actividad política.
Dirigió el diario La Patria y en 1879 fue concejal hasta que en 1880 fue nombrado presidente de la municipalidad, cesando en sus funciones a raíz de la derrota de la revolución de 1880 a la que adhirió.
En 1886 fue abogado consultor del Banco Hipotecario Nacional, en 1890 director del Banco de la Provincia de Buenos Aires y hasta 1898 ocupó una banca en la Legislatura de la provincia.
En 1911 fue designado director del Banco Hipotecario, desempeñándose en esas funciones hasta 1919. Falleció en Buenos Aires el 19 de agosto de 1920.
Estaba casado con Herminda Duportal con quien tuvo varios hijos: Gervasio (1883-1958), diplomático y pionero de la aviación argentina junto a Jorge Newbery entre otros, Elsa, Daniel (1887-1971, político, intendente de San Miguel del Monte, hacendado, senador y diputado provincial y diputado nacional), Antonio y Félix Videla Dorna Duportal.
Su domicilio, conocido como Palacio Videla Dorna, edificado en 1886 por Emilio Duportal y ubicado en Avenida Rivadavia 4929, sobre el actual pasaje Florencio Balcarce, se convirtió en 1899 en sede de la Escuela Naval Militar.
Era hermano de Ramón Videla Dorna intendente de San Miguel del Monte, hacendado, senador y diputado provincial.